# 食品循環資源の再生利用等の促進に関する法律
食品循環資源の再生利用等の促進に関する法律（しょくひんじゅんかんしげんのさいせいりようとうのそくしんにかんするほうりつ、平成12年6月7日法律第116号）は、食品循環資源の再生利用ならびに食品廃棄物等の発生の抑制および減量に関し基本的な事項を定めるとともに、食品関連事業者による食品循環資源の再生利用を促進するための措置を講ずることにより、食品に係る資源の有効な利用の確保および食品に係る廃棄物の排出の抑制を図るとともに、食品の製造等の事業の健全な発展を促進し、もって生活環境の保全および国民経済の健全な発展に寄与することに関する法律である。略称は食品リサイクル法。

## 内容
- 食品の売れ残り、食べ残し、食品の製造過程において大量に発生する食品廃棄物の発生抑制、減量化を推進することにより最終的に処分される量を減少させるとともに、飼料や肥料等の原材料として再生利用するため、食品関連事業者（製造、流通、外食等）による食品循環資源の再生利用等を促進することを目標としている。
- 食品廃棄物の減量、再生利用は義務となっており、取り組みが不十分な場合には企業名が公表されることがある。

## 対象となる食品廃棄物
食品廃棄物は以下の2つに分けられる(2条2項)
- 一般廃棄物(食品が食用に供された後に、又は食用に供されずに廃棄されたもの)
  - 食品流通（流通段階） - 売れ残り、食品廃棄
  - 外食、家庭（消費段階） - 調理くず、食品廃棄、食べ残し
- 産業廃棄物(食品の製造、加工又は調理の過程において副次的に得られた物品のうち食用に供することができないもの )
  - 食品製造（製造段階） - 動植性残渣

## 主務官庁
- 農林水産省
- 環境省